# ای لشکر صاحب زمان
ای لشکر صاحب زمان از معروف‌ترین نوحه‌های جنگ ایران و عراق است که ابتدا توسط صادق آهنگران اجرا شد. شاعر این نوحه، حبیب‌الله معلمی است. بیت اول عبارت است از: «ای لشکر صاحب زمان آماده باش آماده باش/ بهر نبردی بی‌امان آماده باش آماده باش».
این نوحه مدتی بعد توسط ارکستر سمفونیک تهران با تنظیم حشمت‌الله سنجری، اجرای مهدی شمس نیکنام و همراهی گروه کر با ساختاری ارکسترال کلاسیک اجرا و ضبط گردید.

## متن شعر
| ای لشکر صاحب زمان آماده باش!              |  | بهر نبردی بی امان آماده باش             |
| رزمندگان جان به کف روز شجاعت آماده!       |  | ای لشکر روح خدا گاه شهامت آماده         |
| ای نیروی اسلامیان تا بی نهایت آمده!       |  | از بهر دشمنان آماده باش                 |
| از شوق دیدار حسین دل‌ها همه شیدا شده       |  | از عاشقان کربلا؛ پوشیده این صحرا شده!   |
| در قلب این جنگ‌ آوران شوری ز نو برپا شده!  |  | چون کوه راسخ پرتوان آماده باش!          |
| بهر سرافرازی ببند بندِ شجاعت بر سرم؛       |  | بهر ملاقات خدا بنما معطر پیکرم!         |
| بر بند کوله پشتیِ رزمنده‌ی هم‌ سنگرم         |  | بنما سلاحت امتحان! آماده باش!           |
| سرنیزه‌ها فانوسقه‌ها بندید محکم بر کمر؛     |  | بندید بند کفش‌ها با سرعت شیرانِ نر        |
| بهر وداع آخرین بوسید روی یکدیگر؛          |  | گویید با هم‌ سنگران آماده باش آماده باش  |
| گیرید علم‌ داران همه مردانه بیرق‌ ها به کف؛ |  | با نظم و ترتیب آورید رو سوی میدان نبرد  |
| از ممینه وز میسره حمله کنید از هر طرف!    |  | تازید چون شیر ژیان آماده باش!           |
| ثابت قدم در سنگر قرآن چو کوهی پا به جا    |  | دندان فشرده روی هم سر را سپرده بر خدا!  |
| گیرید با دقت همه زیر نظر قوم دعوا؛        |  | گفته امیر مومنان آماده باش آماده باش    |
| باشید با هم متحد یاران و انصار حسین؛      |  | رو سوی ارض کربلا آرید زوار حسین!        |
| هستید جمله آرزومندان دیدار حسین؛          |  | ای عارفان وی عاشقان آماده باش آماده باش |
| ای سرور لب‌تشنگان تو شافع فردای ما؛        |  | شوری فکنده عشق تو بر این دل شیدای ما    |
| باشد کنون فرزند تو فرمانده و مولای ما     |  | باشد کنون فرزند تو فرمانده و مولای ما   |